# Меса, Энрике
Энри́ке Ме́са Энри́кес (исп. Enrique Meza Enríquez; род. 3 марта 1948 года в Мехико, Мексика) — мексиканский футболист, выступавший на позиции вратаря. В 1982 году начал карьеру тренера.
Сын Энрике — Энрике Максимильано, также является футбольным тренером.

## Клубная карьера
Меса почти всю карьеру провел в клубе «Крус Асуль», с небольшим перерывом на выступления за УАНЛ Тигрес. Энрике пять раз выиграл чемпионат Мексики и трижды завоевал Кубок чемпионов КОНКАКАФ.

## Тренерская карьера
После окончания карьеры игрока в 1981 году, руководство «Крус Асуль» предложило возглавить ему команду с нового сезона. Первая попытка была неудачной и во второй раз Меса вернулся в родной клуб спустя почти десять лет. Команду он тренировал на протяжении трёх сезонов. После ухода из «Крус Асуль» Энрике тренировал «Монаркас Морелия» и «Торос Неса». В 1997 году Меса возглавил «Толуку», с которой он добился первого успеха, трижды выиграв национальное первенство. В 2000 году он возглавил сборную Мексики и повез национальную команду на Кубок конфедераций. После сборной Меса недолго тренировал «Атлас», «Крус Асуль» и «Толуку».
В 2006 году Эрике возглавил «Пачуку» и через год привел команду к чемпионскому титулу, а также выиграл Южноамериканский кубок, Североамериканскую Суперлигу и дважды завоевать Кубок чемпионов КОНКАКАФ. В 2010 году он был исполняющим обязанности сборной Мексики, а после вновь тренировал «Пачуку», «Монаркас Морелия» и «Толуку». В 2017 году Меса возглавил «Пуэблу».

## Достижения
Командные
 «Крус Асуль»
- Чемпионат Мексики по футболу (5) — 1968/1969, 1970, 1971/1972, 1972/1973,1973/1974
- Обладатель Кубка Мексики — 1968/1969
- Обладатель Кубка чемпионов КОНКАКАФ (3) — 1969, 1970, 1971

Тренерские
 «Толука
- Чемпионат Мексики по футболу (3) — Лето 1998, Лето 1999, Лето 2000

 «Пачука
- Чемпионат Мексики по футболу — Клаусура 2007
- Обладатель Кубка чемпионов КОНКАКАФ — 2007
- Обладатель Кубка чемпионов КОНКАКАФ — 2008
- Обладатель Южноамериканского кубка — 2006
- Победитель Североамериканской суперлиги — 2007